# Helgakviða Hundingsbana II

Helgakviða Hundingsbana II, Völsungakviða in forna o segon cant d'Helgi Hundingsbane és una poesia en nòrdic antic que es troba en l'Edda poètica. És un dels cants d'Helgi juntament amb Helgakviða Hundingsbana I i Helgakviða Hjörvarðssonar.
Henry Adams Bellows assenyala en els seus comentaris que l'obra és un mosaic de diferents poemes que no encaixen bé plegats, però les estrofes 28-37 i 39-50 són de les millors de la poesia nòrdica antiga.

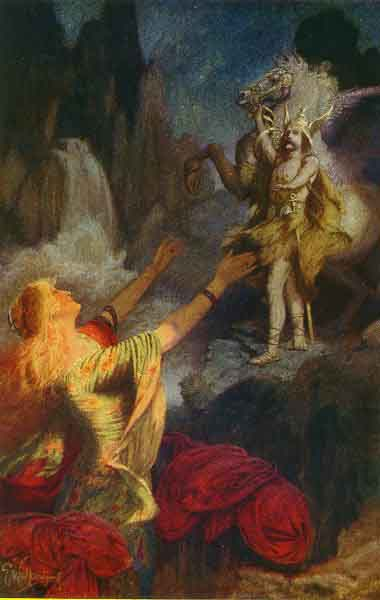
Helgi tornant al Valhal·la

## La disputa amb Hunding i els seus fills
La primera secció (estrofes 1 a 4) mostra a Helgi com a fill de Sigmund, del clan dels Ylfing i els Volsung, i la seua esposa Borghild. Viuen a Brálund i anomenen el seu fill en honor de Helgi Hjörvarðsson. El seu clan s'enfronta a una disputa cruenta amb Hunding i els seus fills.
Helgi, disfressat, visita la casa de la família d'Hunding, en què l'únic home present era el fill d'Hunding anomenat Hæmingr (no esmentat en cap altra font). Hunding envia un grup d'homes al pare d'Helgi, anomenat Hagal, perquè cerquen a Helgi, però aquest s'amaga disfressat com una serventa que treballa al molí.
Helgi pot escapar fins a un vaixell de guerra; després mata a Hunding i guanya el nom d'Hundingsbane.

## Helgi coneix Sigrún
En la secció segona (estrofes 5 a 12), Helgi marxa amb el seu grup de soldats a Brunarvagar, mata un ramat robat i se'l mengen a la platja. Llavors Sigrún, que era Sváfa (valquíria) renascuda, hi apareix i es presenta com la filla del rei Högne.

## Helgi desafia a Hothbrodd
En la secció tercera (estrofes 13 a 20), que s'anomena Vell cant Völsung, el pare de Sigrún l'ha promesa en matrimoni a Hothbrodd, el fill del rei Granmar.
Sigrún s'oposa al matrimoni i se'n va a cercar Helgi, que es trobava exhaust d'una batalla en què havia mort als fills d'Hunding, anomenats Eyjólfr, Álfr, Hjörvarðr i Hávarðr. La valquíria l'abraça i el besa, i Helgi li promet lluitar contra Granmarr i els seus fills.
Helgi aplega un exèrcit i al costat del seu germà Sinfjötli envaeix el regne de Granmar. Vencen en la batalla i Helgi es casa amb Sigrún, i tenen descendència.

## Disputa entre Sinfjötli i Guthmund
La secció cinquena (estrofes 22 a 27) és una versió fora de lloc de la disputa entre Sinfjötli (mig germà d'Helgi) i Guthmundr, que segurament és més antiga que la d'Helgakviða Hundingsbana I.

## Dagr mata a Helgi i rep la maledicció de Sigrún
En la secció setena (estrofes 28-37) el germà de Sigrún, Dagr, que havia estat apartat prometent lleialtat a Helgi, fa un sacrifici a Odin amb l'esperança de poder venjar la mort del seu pare i germans per Helgi. Odin dona a Dagr una llança amb la qual mata a Helgi en un lloc anomenat Fjoturlund. Dagr després retorna i explica a la seua germana el que ha ocorregut amb Helgi: 
| Trauðr em ek, systir, trega þér at segja, því at ek hefi nauðigr nifti grætta; fell í morgun und Fjöturlundi buðlungr, sá er var beztr í heimi ok hildingum á halsi stóð. | Trist estic, germana, tinc pena d'explicar-t'ho, porte tragèdia a la meua família sense desitjar-ho; al matí va caure en Fjoturlund, el més noble dels prínceps que el món haja conegut, el que el seu peu va posar al coll dels herois. |  |

Sigrún venja el seu espòs maleint terriblement el seu germà:
| Þik skyli allir eiðar bíta, þeir er Helga hafðanar unna at inu ljósa Leiftrar vatni ok at úrsvölum Unnarsteini. - Skríði-at þat skip, er und þér skríði, þótt óskabyrr eftir leggisk; renni-a sá marr, er und þér renni, þóttú fjándr þína forðask eigir. - Bíti-a þér þat sverð, er þú bregðanar, nema sjalfum þér syngvi of höfði. Þá væri þér hefnt Helga dauða, ef þú værir vargr á vaig veureðum úti auðs andvani ok alls gamans, hefðanar eigi mat, nema á hræjum spryngir. | Ara que traeixes el jurament que a Helgi havies fet, per l'aigua, brillant de Leipt, i la gelada pedra d'Uth. - No partirà el vaixell en què t'embarquis, malgrat el vent favorable que siga amb tu. No cavalcarà el cavall cap a on et dirigeixes, encara que estigues preparat els teus enemics escaparan. - No tallarà l'espasa, qualsevol que portes, fins que el teu cap cante sobre això. La venjança meua per la mort d'Helgi, seràs el teu llop al bosc sense res, sense possessions i sense conéixer l'alegria, sense tenir menjar guardant cadàvers per alimentar-te.(3) |  |

Dagr és desterrat i condemnat a viure de carronya als boscs, i Helgi és sepultat en un túmul. Quan Helgi entra al Valhal·la, Odin li demana que governe sobre els èinheris al costat d'ell. Hi ha una estrofa que Bellows interpreta que és fora de lloc, que tracta sobre el conflicte entre Helgi i Hunding, però altres ho interpreten com que Helgi oprimeix a Hunding en el Valhal·la:
| Þú skalt, Hundingr, hverjum manni fótlaug geta ok funa kynda, enfonsi binda, hesta gæta, gefa svínum sotað, áðr sofa gangir. | Hauràs de, Hunding, a cada heroi rentar els peus, i encendre el foc, lligar els gossos i cuidar els cavalls, i alimentar els porcs abans d'anar-te'n a dormir.(3) |  |

## Última visita de Helgi

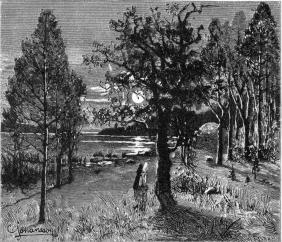
Sigrún esperant Helgi al seu túmul

La secció vuitena (estrofes 39-50) tracta sobre la visita d'Helgi al Valhal·la i la seua trobada amb Sigrún al seu túmul.
Una vesprada, una jove explica a Sigrún que ha vist Helgi cavalcant amb un gran seguici al seu túmul i llavors Sigrún hi acudeix per veure'l. El troba amb els cabells coberts de gebre, el cos tacat de sang i les mans mullades. Li explica que és perquè cada llàgrima que ella vessa cau humida i gelada sobre ell. Malgrat això, ella prepara el llit del túmul i passen la nit junts.
Abans de l'alba Helgi ha de retornar al Valhal·la. Sigrún torna a sa casa i passa la resta de la seua vida esperant en va el retorn d'Helgi al túmul.
Mor jove, de tristesa, i es troba amb ell després de morta amb la forma de la valquíria Kára, i ell amb la d'Helgi Haddingjaskati.